# Scheptyzkyj
Scheptyzkyj (ukrainisch Шептицький, bis 1951 Кристинопіль Krystynopil, von 1951 bis 2024 Червоноград Tscherwonohrad; russisch Червоноград Tscherwonograd, polnisch Krystynopol) ist eine ukrainische Stadt mit etwa 60.800 Einwohnern (2024).

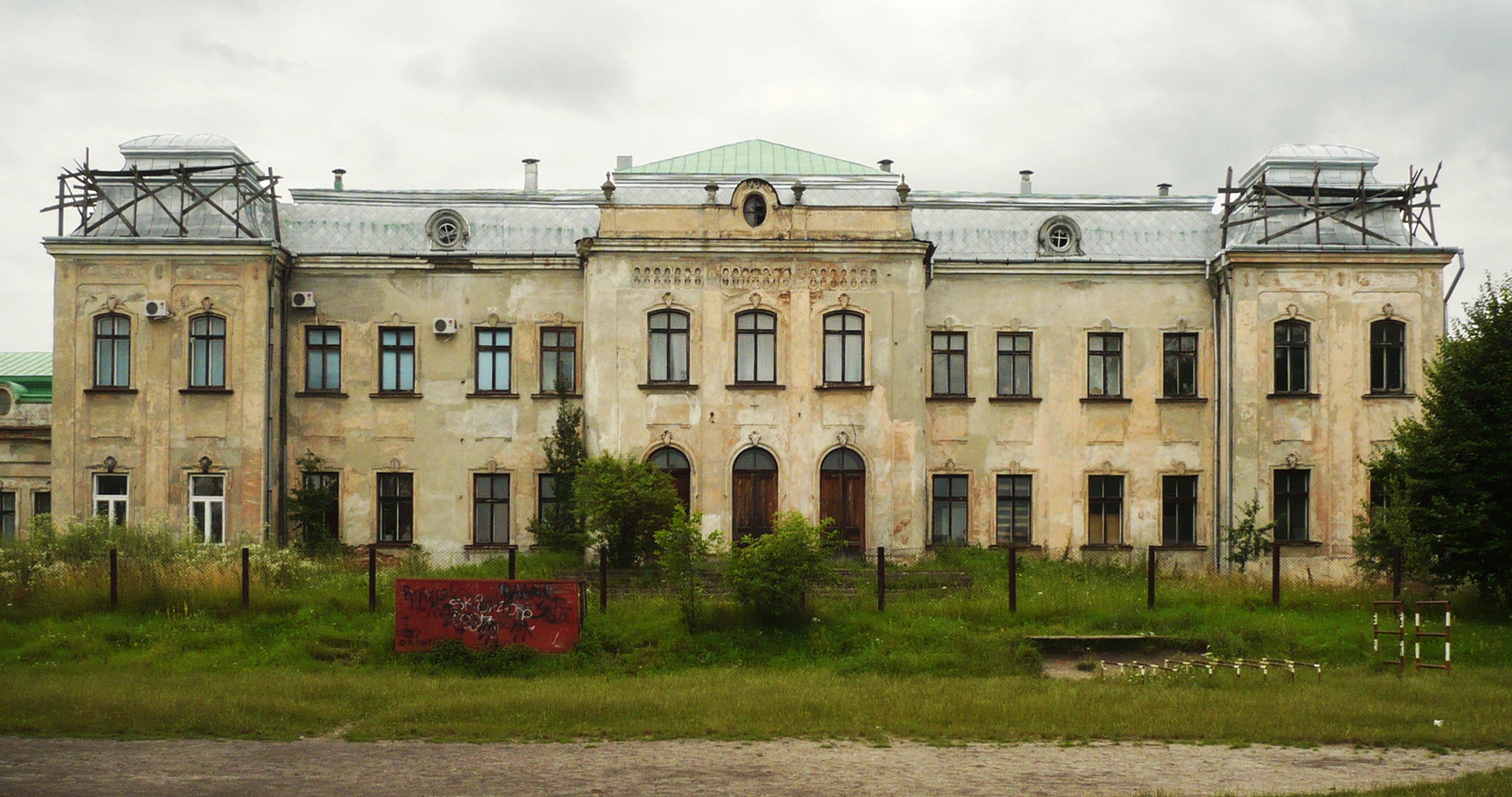
Potocki-Schloss

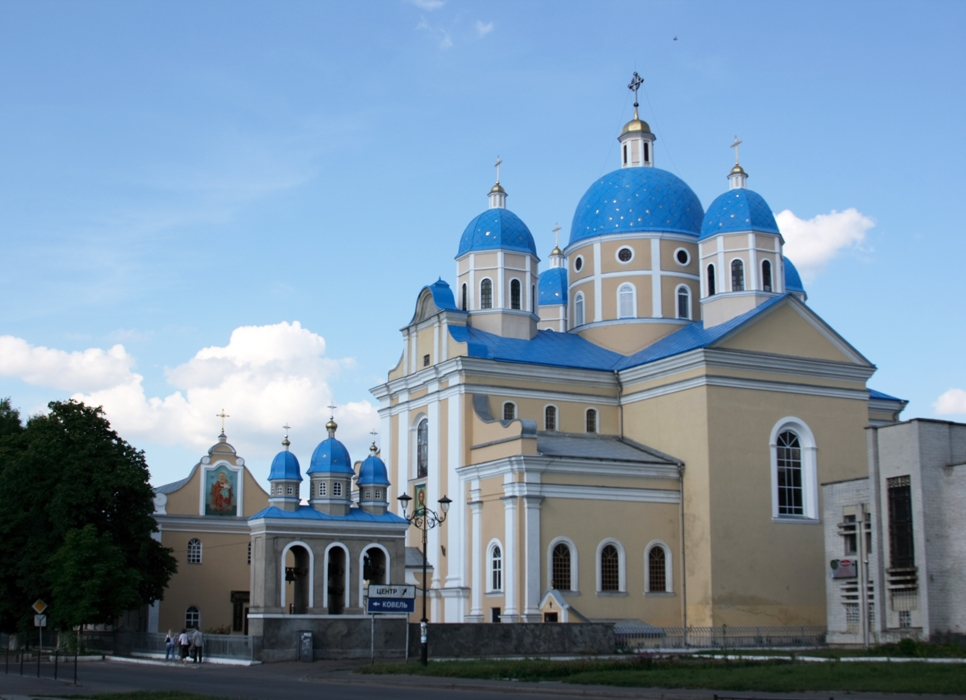
Kirche des heiligen Wladimir (1750)

## Geographie
Die Stadt liegt in der Oblast Lwiw am Ufer des Bug nördlich der Oblasthauptstadt Lwiw und wird vom Rajon Sokal umschlossen.
Am 12. Juni 2020 wurde die Stadt zum Zentrum der neu gegründeten Stadtgemeinde Tscherwonohrad (Червоноградська міська громада/Tscherwonohradska miska hromada). Zu dieser zählen auch die Stadt Sosniwka, die Siedlung städtischen Typs Hirnyk sowie die 11 in der untenstehenden Tabelle aufgelistetenen Dörfer im Rajon Tscherwonohrad; bis dahin bildete sie zusammen mit der Stadt Sosniwka und der Siedlung städtischen Typs Hirnyk die Stadtratsgemeinde Tscherwonohrad (Червоноградська міська рада/Tscherwonohradska miska rada) als Kreisfreie Stadt direkt unter Oblastverwaltung der Oblast Lwiw.
Folgende Orte sind neben dem Hauptort Tscherwonohrad Teil der Gemeinde:
| Name                     | Name       | Name                       | Name                     |
| ukrainisch transkribiert | ukrainisch | russisch                   | polnisch                 |
| ------------------------ | ---------- | -------------------------- | ------------------------ |
| Bendjuha                 | Бендюга    | Бендюга (Bendjuga)         | Bendiucha, Bendiuchy     |
| Bereschne                | Бережне    | Бережное (Bereschnoje)     | Semeny                   |
| Borjatyn                 | Борятин    | Борятин (Borjatin)         | Boratyn                  |
| Dobrjatschyn             | Добрячин   | Добрячин (Dobrjatschin)    | Dobraczyn                |
| Hirnyk                   | Гірник     | Горняк (Gornjak)           | -                        |
| Horodyschtsche           | Городище   | Городище (Gorodischtsche)  | Horodyszcze Bazyljańskie |
| Meschyritschtschja       | Межиріччя  | Межиречье (Meschiretschje) | Parchacz                 |
| Ostriw                   | Острів     | Остров (Ostrow)            | Ostrów                   |
| Posdymyr                 | Поздимир   | Поздымир (Posdymir)        | Poździmierz              |
| Rudka                    | Рудка      | Рудка                      | Madziarki                |
| Silez                    | Сілець     | Селец (Selez)              | Sielec                   |
| Sosniwka                 | Соснівка   | Сосновка (Sosnowka)        | -                        |
| Wolswyn                  | Волсвин    | Волсвин (Wolswin)          | Wołświn                  |

## Geschichte
Im Mai 1685 kaufte der Woiwode Feliks Kazimierz Potocki ein neues Stück Land am Fluss Bug. 1692 gründete er eine Stadt auf dem Gebiet des Dorfes Nowy Dwór, welches nach seiner Frau Krystyna Lubomirski (1661–1699) benannt wurde. Potocki baute Krystynopol zum Familiensitz aus und starb hier am 22. September 1702. Sein Enkel Franciszek Salezy Potocki baute ein Palais und gründete 1763 ein Kloster der Basilianer.
Die Ortschaft gehörte in dieser Zeit verwaltungstechnisch  zur Woiwodschaft Bełz innerhalb der Adelsrepublik Polen. Nach der 1. Polnischen Teilung kam die Ortschaft 1772 zum österreichischen Galizien, wo sie bis 1918 verblieb.
Nach dem Ende des Ersten Weltkrieges kam der Ort zunächst zur Westukrainischen Volksrepublik und anschließend zur Zweiten Polnischen Republik (in die Woiwodschaft Lwów, Powiat Sokal, Gmina Krystynopol). Im Zweiten Weltkrieg wurde die Stadt ab September 1939 im Zuge der Sowjetischen Besetzung Ostpolens von der Sowjetunion und von Sommer 1941 bis 1944 vom Deutschen Reich besetzt und in den Distrikt Galizien eingegliedert.
Nach dem Ende des Krieges wurde die Ortschaft wieder ein Teil Polens, kam aber im Zuge eines Gebietsaustausches am 15. Januar 1951 erneut zur Sowjetunion. Dort wurde die Stadt der Ukrainischen SSR zugeordnet und am 3. November in Tscherwonohrad (wörtlich „Rote Burg“) umbenannt. Seit dem Zerfall der Sowjetunion 1991 ist sie ein Teil der unabhängigen Ukraine.
Einen Bahnanschluss erhielt die Ortschaft bereits 1884 durch den Bau eines Bahnhofs an der heutigen Bahnstrecke Jarosław–Kowel. 1915 kam noch eine Verbindungsstrecke nach Lemberg (siehe Bahnstrecke Lwiw–Kiwerzi) dazu.

### Bevölkerungsentwicklung
- 1900: 03.522 (2.651 Juden) – in Meyers-Lexikon steht: 3.592 polnische und ruthen. Einwohner
- 1939: 01.800
- 1959: 12.241
- 1970: 44.008
- 1979: 54.921
- 1989: 72.047
- 2001: 70.568
- 2019: 66.504[4]

## Sehenswürdigkeiten

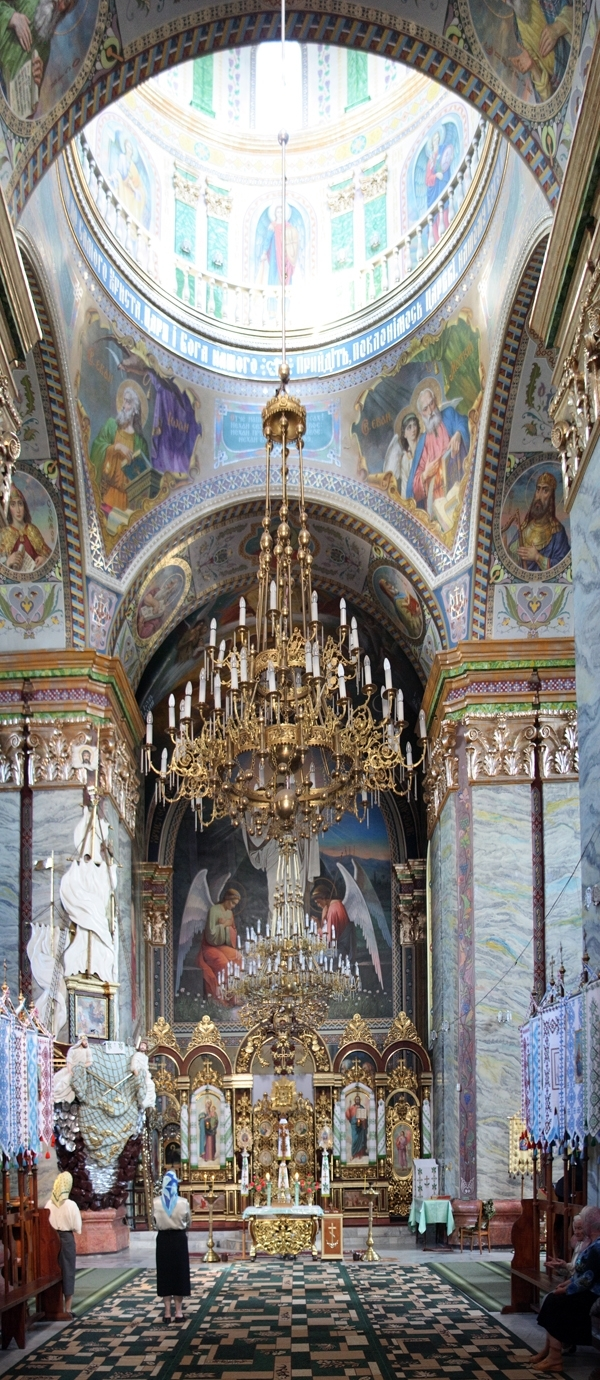
Innenraum der Kirche des Heiligen Wladimir

- Das Wahrzeichen der Stadt ist das Palais des Grafen Potocki.
- Barockkirche des Heiligen Wladimir von 1770 (Собор святого Володимира)
- Basilianer-Kloster des Hl. Georg (Монастир Святого Юра)

## Wirtschaft
Die Stadt wurde 1951 das Zentrum des neu entstandenen Steinkohlenbergbaus. Andere Unternehmen waren, neben dem Bergbau, eine Gießerei zur Herstellung von Eisen-Beton-Erzeugnissen, Holzverarbeitungsbetriebe, eine Molkerei und die Textilindustrie.

## Verkehr
Die Stadt liegt an der Bahnstrecke von Kowel nach Lwiw, hier zweigt eine Strecke nach Rawa-Ruska.

## Söhne und Töchter der Stadt
- Franciszek Salezy Potocki (1700–1772), polnischer Magnat und Woiwode der Woiwodschaft Kiew
- Wassyl Bobynskyj (1898–1938), Schriftsteller, Journalist und Übersetzer
- Igor Zakus (* 1966), Jazz- und Fusionmusiker
- Mykola Morosjuk (* 1988), Fußballspieler
- MamaRika (* 1989), Sängerin
- Tetjana Klimtschenko (* 1994), Radsportlerin